# Артур Рудольф

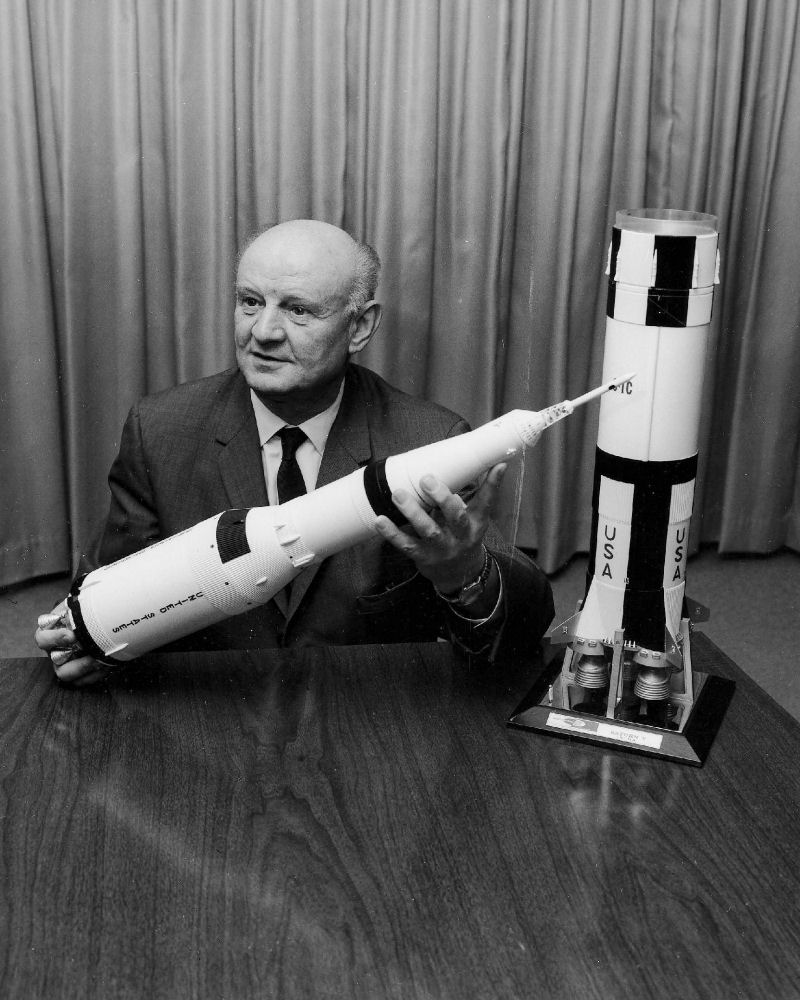
Артур Рудольф з моделлю ракети Сатурн V

Артур Рудольф (9 листопада 1906 — 1 січня 1996, Гамбург) — німецький інженер ракетної техніки, який відігравав ключову роль в розвиток Фау-2. Після Другої світової війни був доставлений в Сполучені Штати, а згодом став одним з піонерів космічної програми Сполучених Штатів.
У серпні 1927 року Рудольф погодився на роботу в Берліні. Через кілька місяців він став інструментальник на Fritz Werner. У 1928 році він навчався у технічному коледжі Берліна (тепер — Технологічний інститут) і здобув ступінь бакалавра наук в області машинобудування. Станом на 1 травня 1930 року, Рудольф почав працювати в Heylandt в Берліні, де він зустрівся з піонером ракетної техніки Максом Вальє.
У серпні 1943 року — коли Рудольф був готовий почати виробництво Фау-2, англійці почали бомбити Пенемюнде, тому потужності з виробництва були перенесені на об'єкт Міттельверк поблизу Нордхаузена. Міттельверк спочатку був гіпсовим рудником, який використовувався як сховище. Робоча сила складалася з ув'язнених, які в кінцевому підсумку були розміщені в концентраційному таборі Міттельбау-Дора. Рудольф відповідав за переміщення устаткування з Пенемюнде на Міттельверк. Після переведення потужностей, Рудольф був директором з виробництва ракет Фау-2.
У 1944 році Гіммлер переконав Гітлера підпорядкувати проект СС, а в серпні замінили керівника програми Вальтера Дорнбергера на генерала СС Ганса Каммлера.
Станом на березень 1945 виробництво було зупинено через відсутність запасних частин і Рудольф зі співробітниками були переведені в Обераммергау, де вони зустрілися з Вернером фон Брауном і іншими учасниками ракетної програми з Пенемюнде. Врешті-решт вони здалися армії США і були доставлені в Гарміш.
25 червня 1950 року Рудольфа перевели до Редстоунського арсеналу, Хантсвілл, штат Алабама, а його групу було перейменовано як Центр керованих ракет. Він був натуралізований і отримав американське громадянство 11 листопада 1954 року в Бірмінгемі, штат Алабама. У 1950 році Рудольф був призначений технічним директором проекту ракети Редстоун. У 1956 році Рудольфа призначили керівником проекту ракети Pershing. Він спеціально обрав компанію Martin як головного підрядника програми. Він також обрав підрозділ Eclipse-Pioneer компанії Bendix для розробки системи наведення після того, як особисто оглянув завод у Тетерборо, Нью-Джерсі.  
Працював на армію США і NASA, де керував розробкою ряду важливих систем, включаючи Першинг-1А і Сатурн V. У 1984 році був перевірений на можливу причетність до скоєння воєнних злочинів і погодився покинути Сполучені Штати та відмовитися від свого американського громадянства.
Вальтер Дорнбергер описував Артура Рудольфа як «худого рудуватого інженера з вічно голодним виглядом».